# Muradi, Hungund
Muradi là một làng thuộc tehsil Hungund, huyện Bagalkot, bang Karnataka, Ấn Độ.